# Iruri
Iruri (en francès i oficialment Trois-Villes) és un municipi d'Iparralde al territori de Zuberoa, que pertany administrativament al departament dels Pirineus Atlàntics (regió de la Nova Aquitània). Limita amb les comunes de Zalgize-Doneztebe al nord, Barkoxe al nord-est, Atharratze-Sorholüze a l'est, Ozaze-Zühara a l'oest i Aloze-Ziboze-Onizegaine al sud.
Iruri era en el segle xvii el feu familiar de Jean-Armand du Peyrer, comte de Tréville o de Troisville, conegut com a Monsieur de Tréville, oficial de la companyia dels mosqueters de Lluís XIII de França i un dels personatges triats per Alexandre Dumas per a la seva obra Els tres mosqueters.

## Demografia
| Evolució de la població |      |      |      |      |      |      |      |      |
| 1793                    | 1800 | 1806 | 1821 | 1831 | 1836 | 1841 | 1846 | 1851 |
| 286                     | 290  | 331  | 331  | 336  | 364  | 383  | 382  | 351  |

| 1856 | 1861 | 1866 | 1872 | 1876 | 1881 | 1886 | 1891 | 1896 |
| ---- | ---- | ---- | ---- | ---- | ---- | ---- | ---- | ---- |
| 327  | 336  | 305  | 389  | 274  | 291  | 284  | 282  | 284  |

| 1901 | 1906 | 1911 | 1921 | 1926 | 1931 | 1936 | 1946 | 1954 |
| ---- | ---- | ---- | ---- | ---- | ---- | ---- | ---- | ---- |
| 295  | 267  | 250  | 215  | 220  | 226  | 216  | 207  | 184  |

| 1962 | 1968 | 1975 | 1982 | 1990 | 1999 | 2006 | 2011 | 2016 |
| ---- | ---- | ---- | ---- | ---- | ---- | ---- | ---- | ---- |
| 167  | 160  | 167  | 145  | 151  | 148  | -    | -    | -    |

| 2019 | - | - | - | - | - | - | - | - |
| ---- | - | - | - | - | - | - | - | - |
| -    | - | - | - | - | - | - | - | - |